# Do-ocratie
Do-ocratie, ou docratie (forme mixte, à partir de l'anglais. do-, faire, et du grec ancien -cratie, gouverner ; la forme correcte serait poïéocratie, du grec ancien poïéo-, faire, et -cratie, gouverner) est une forme d'organisation dans laquelle les individus ont du pouvoir à la mesure de ce qu'ils accomplissent, des tâches qu'ils choisissent et exécutent de manière autonome. Les responsabilités sont confiées aux individus et pas aux postes qu'ils occupent.
« En do-ocratie, chacun a de l’influence ou du pouvoir à la mesure de ce qu’il fait. C’est un modèle particulièrement efficace pour faciliter la prise d’initiative et l’implication par le plus grand nombre. La do-ocratie est au cœur du fonctionnement des wikis et des hackerspaces. »
À l'origine, ce modèle serait issu du Parti libertarien américain de Sean Haugh et Michael Gilson-De Lemos. Il est aujourd'hui avant tout utilisé au sein des communautés de l'open source et des fablabs. Il est aussi populaire parmi les participants du festival Burning Man (États-Unis).